# 台球馆
台球馆是人们聚在一起打花式撞球、斯诺克以及開侖等撞球的地方。这些场所通常會提供酒水，并且遊客還能看到街机、角子機、卡片遊戲、飞镖、桌上足球等其他游戏和娛樂設施。1950年代和1960年代的北美，很多人對台球馆印象很差，許多地方甚至規定不到一定的年齡不得進入台球館。  